# Червоное Поле (Запорожская область)
Черво́ное По́ле (укр. Червоне Поле) — село, Червонопольский сельский совет, Бердянский район, Запорожская область, Украина.
Код КОАТУУ — 2320686001. Население по переписи 2001 года составляло 1224 человека.
Является административным центром Червонопольского сельского совета, в который входят также посёлок Бердянское и село Деревецкое.

## Географическое положение
Село Червоное Поле находится у истоков небольшой пересыхающей реки Зелёная, на расстоянии в 3 км от села Деревецкое.
Через село проходит автомобильная дорога М-14 (E 58).

## История
- 1860 год — дата основания села немцами-колонистами.
- В 2014 году село было на некоторое время занято НМ ДНР.
- 25 февраля 2022 года захвачено ВС РФ

## Объекты социальной сферы
- Школа I—III ст.
- Детский сад.
- Дворец культуры.

## Достопримечательности
- Братская могила советских воинов.

## Фотогалерея

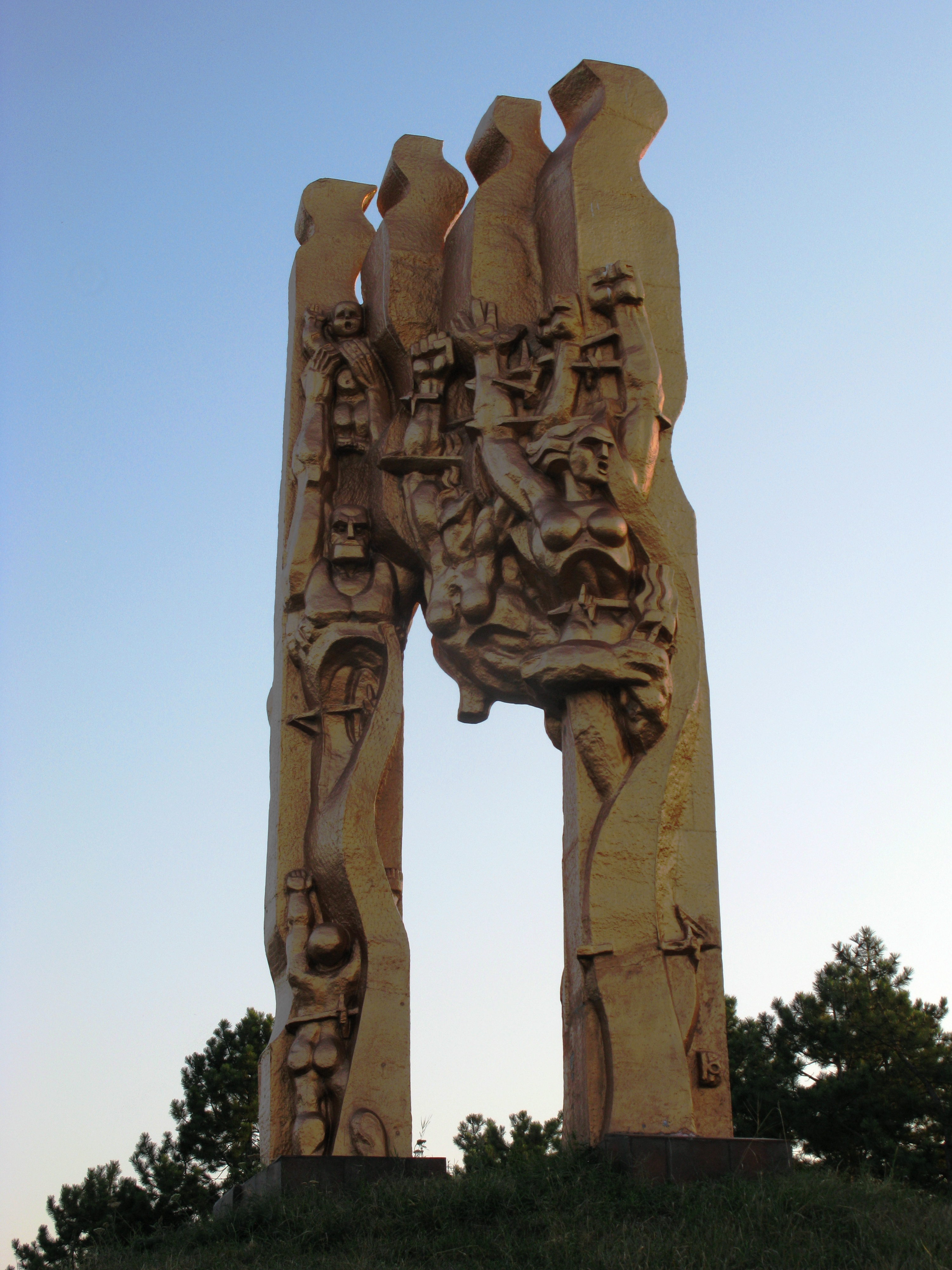
Памятник
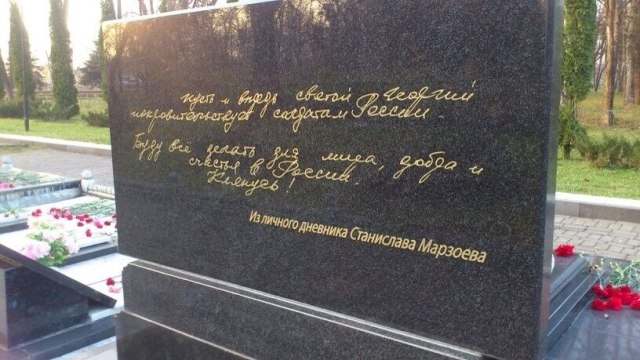
Табличка на памятнике
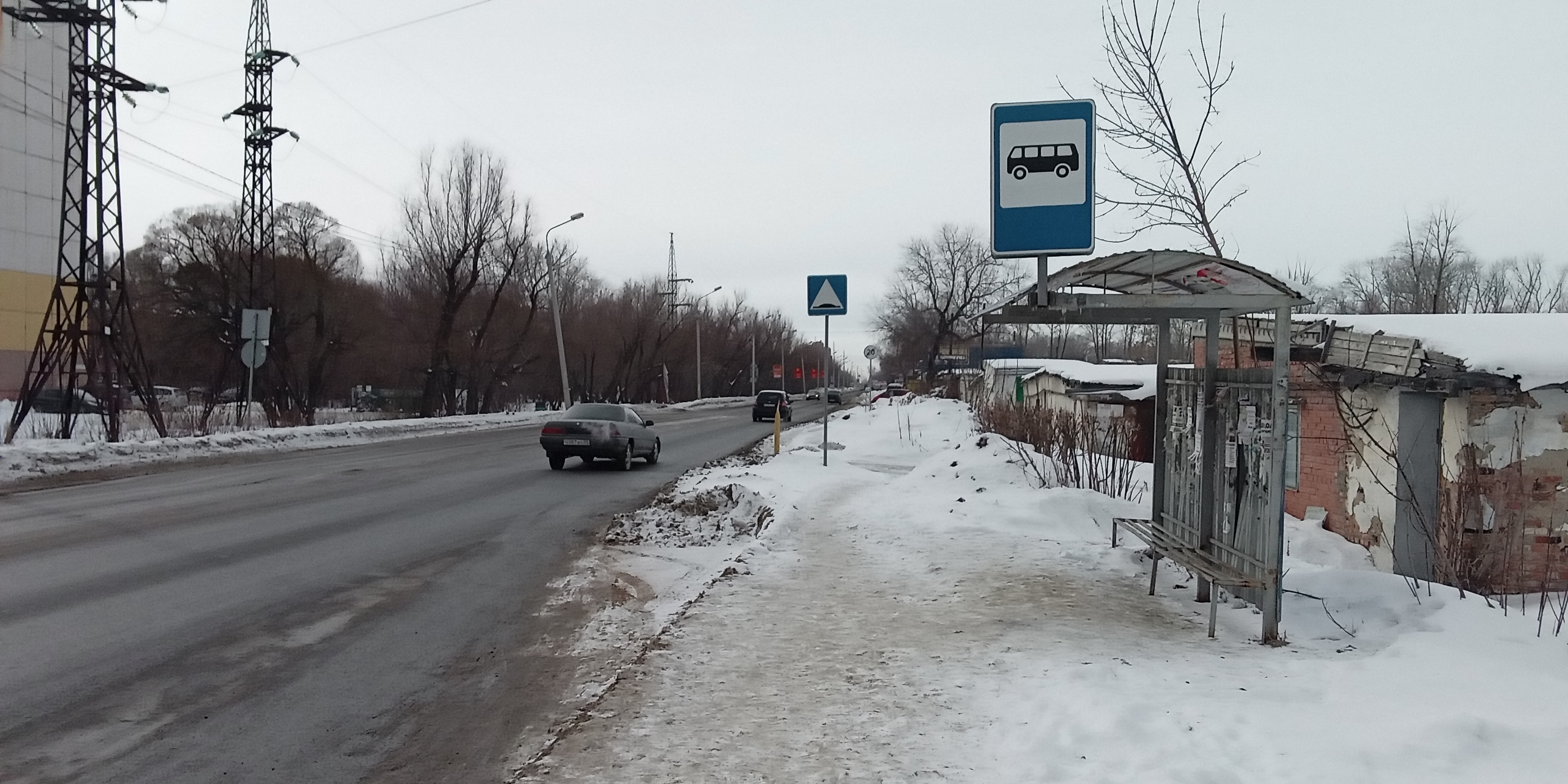
Остановка на автодороге